# Praia do Cabeço (Castro Marim)
Praia do Cabeço
A Praia do Cabeço ou praia da Retur é uma praia marítima com areia branca enquadrada no Pinhal do Gancho e localizada na urbanização da Retur, no município de Castro Marim, Algarve, Portugal.
Numa zona normalmente caótica, distingue-se pela tranquilidade. A Bandeira Azul que apresenta desde 1996 confirma a qualidade deste espaço, cujos principais frequentadores são os clientes do complexo turístico da Retur.
Esta praia é vigiada pela delegação marítima, está sinalizada, conta com o apoio de nadadores-salvadores e posto de primeiros socorros durante a época balnear.
Como equipamentos e serviços de apoio esta praia conta com restaurantes e bar e aluguer de toldos durante a época balnear.
A qualidade da água é controlada mensalmente durante a época balnear.